# مانويل روخاس
مانويل روجاس (بالإسبانية: Manuel Rojas)‏‏ (8 يناير 1896 في بوينس آيرس - 11 مارس 1973 في سانتياغو) صحفي، وروائي، وكاتب قصص قصيرة، وشاعر، وكاتب، ونقابي من تشيلي.

## الجوائز
- Atenea Award [الإنجليزية]‏
- الجائزة الوطنية للآداب  [لغات أخرى]‏

## روابط خارجية
- مانويل روخاس على موقع IMDb (الإنجليزية)
- مانويل روخاس على موقع الموسوعة البريطانية (الإنجليزية)
- مانويل روخاس على موقع ديسكوغز (الإنجليزية)